# Die Kieselsteine im Tillen

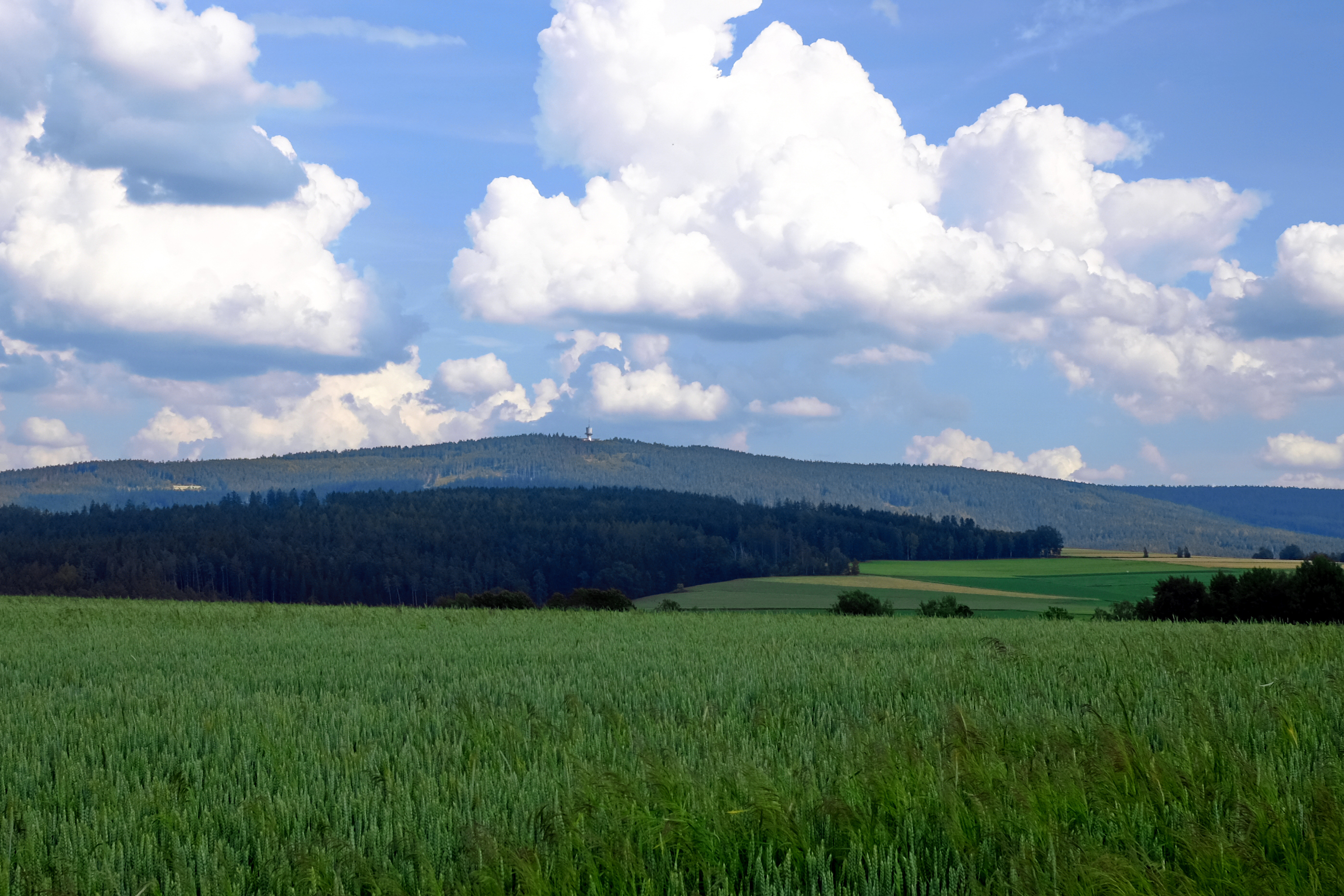
Der Berg Tillen an der deutsch-tschechischen Grenze

Die Kieselsteine im Tillen ist eine Sage aus dem deutsch-tschechischen Grenzgebiet und dem Egerland im Westen Tschechiens.

## Handlung
Ein reicher geldhungriger Bauer nahm sich einst vor am Berg Tillen zu warten, bis dieser sich öffne. Am Palmsonntag begab er sich der Frühe dorthin und fand tatsächlich einen Eingang in den Berg, wo er sich alle Taschen voller Kieselsteine steckte und den Berg wieder verließ. Kaum war er wieder draußen, verschloss sich der Höhleneingang. Die Kiesel aber waren zu Gold geworden. Ein Jahr später stieg der Bauer wieder auf den Tillen und auch dieses Mal öffnete sich der Berg und der Bauer betrat ihn, um sich seine Reichtümer anzueignen. Doch seitdem hat man nichts mehr von ihm gehört.

## Hintergrund
Rund um den Tillenberg ranken sich zahlreiche Sagen, die in verschiedenen Werke zu bayrischen und egerländer Sagen eingeflossen sind. Eine Sammlung, die sich speziell dem Tillenberg widmt, ist Hans Sommerts (Pseudonym: Ernst Freimut) Werk Der Tillenberg: ein Sagenschatz aus dem Egerlande (1904), später veröffentlicht als Tillenwunder: ein Sagenkranz aus dem Egerlande (1924).

## Rezeption
Die Sage findet sich in mehreren Werken zur sudetendeutschen / west-tschechischen Sagenwelt. Heinrich Gradl führt sie in seinem Werk Sagenbuch des Egergaues (1892) an. Thilde Hopper-Hoyer listet sie in ihrer Sagensammlung Egerländer Sagenkranz auf, die sie 1958 veröffentlichte, als Erinnerung an ihre verlorene Heimat des Egerlandes; aus der sie 1945/1946 vertrieben worden war.